# 30e cérémonie des Los Angeles Film Critics Association Awards
La 30e cérémonie des Los Angeles Film Critics Association Awards (LAFCA Awards), décernés par la Los Angeles Film Critics Association, a eu lieu le 11 décembre 2004, et a récompensé les films réalisés dans l'année. Avec cinq récompenses pour six nominations, le film Sideways d'Alexander Payne est le grand lauréat de cette cérémonie.

## Palmarès
Note : la LAFCA décerne deux prix dans chaque catégorie ; le premier prix est indiqué en gras.

### Meilleur film
- Sideways
  - Million Dollar Baby

### Meilleur réalisateur
- Alexander Payne pour Sideways
  - Martin Scorsese pour Aviator

### Meilleur acteur
- Liam Neeson pour son rôle dans Dr Kinsey (Kinsey)
  - Paul Giamatti pour son rôle dans Sideways

### Meilleure actrice
- Imelda Staunton pour son rôle dans Vera Drake
  - Julie Delpy pour son rôle dans Before Sunset

### Meilleur acteur dans un second rôle
- Thomas Haden Church pour son rôle dans Sideways
  - Morgan Freeman pour son rôle dans Million Dollar Baby

### Meilleure actrice dans un second rôle
- Virginia Madsen pour son rôle dans Sideways
  - Cate Blanchett pour ses rôles dans Aviator et Coffee and Cigarettes

### Meilleur scénario
- Sideways – Alexander Payne et Jim Taylor
  - Eternal Sunshine of the Spotless Mind – Charlie Kaufman, Michel Gondry et Pierre Bismuth

### Meilleurs décors
- Aviator – Dante Ferretti
  - Le Secret des poignards volants (Shí miàn mái fú) – Huo Tingxiao

### Meilleure photographie
- Collatéral (Collateral) – Dion Beebe et Paul Cameron
  - Le Secret des poignards volants (Shí miàn mái fú) – Zhao Xiaoding

### Meilleure musique de film
- Les Indestructibles (The Incredibles) – Michael Giacchino
  - Birth – Alexandre Desplat

### Meilleur film en langue étrangère
- Le Secret des poignards volants (Shí miàn mái fú)  Chine  Hong Kong
  - Carnets de voyage (Diarios de motocicleta)  Argentine

### Meilleur film d'animation
- Les Indestructibles (The Incredibles)

### Meilleur film documentaire
- Born into Brothels de Zana Briski et Ross Kauffman
  - Fahrenheit 9/11 de Michael Moore

### New Generation Award
- Le réalisateur Joshua Marston' et l'actrice débutante Catalina Sandino Moreno pour le film Maria, pleine de grâce (Maria Full of Grace)

### Career Achievement Award
- Jerry Lewis

### Douglas Edwards Experimental/Independent Film/Video Award
- Ken Jacobs – Star Spangled to Death

### Prix spécial
- A Richard Schickel et Brian Jamieson pour la restauration du film Au-delà de la gloire (The Big Red One) de Samuel Fuller.